# Lennart Bergelin
Sven Lennart Bergelin (ur. 10 czerwca 1925 w Alingsås, zm. 4 listopada 2008 w Sztokholmie) – szwedzki tenisista, zwycięzca wielkoszlemowego Rolanda Garrosa w grze podwójnej, reprezentant w Pucharze Davisa, trener Björna Borga.

## Kariera tenisowa
Lennart Bergelin zaliczał się do czołówki światowej w okresie bezpośrednio po II wojnie światowej. W 1948 roku został sklasyfikowany jako 9. tenisista świata w nieoficjalnym rankingu pisma The Daily Telegraph. W tymże roku wygrał w parze z Jaroslavem Drobným Rolanda Garrosa, po pokonaniu w finale Harry'ego Hopmana i Franka Sedgmana.
Bergelin występy w reprezentacji Szwecji w Pucharze Davisa rozpoczął w 1946 roku. Rozegrał łącznie 88 pojedynków, z czego wygrał w 62 spotkaniach. Ostatni raz wystąpił w 1965 roku w meczu z Polską po dziesięcioletniej przerwie w meczach kadry.
W 1971 roku Bergelin objął funkcję kapitana reprezentacji Szwecji w Pucharze Davisa. Prowadził zespół przez pięć lat, osiągając m.in. pierwsze zwycięstwo Szwecji w tych rozgrywkach w 1975 roku (w finale z Czechosłowacją wystąpili Björn Borg i Ove Bengtson). To właśnie Bergelin w 1972 roku wprowadził do ekipy Borga, a wkrótce został także jego osobistym trenerem. Dwaj Szwedzi, mimo początkowych nieporozumień (Bergelin spoliczkował na oczach dziennikarzy podopiecznego, kiedy ten odmówił wykonania jednego z poleceń), współpracowali ze sobą przez całą karierę Borga.
W 2004 roku Lennart Bergelin został wpisany do Hall of Fame tenisa szwedzkiego.

### Finały w turniejach wielkoszlemowych

#### Gra podwójna (1–0)
| Końcowy wynik | Nr | Data         | Turniej            | Nawierzchnia | Partner         | Przeciwnicy                | Wynik finału    |
| ------------- | -- | ------------ | ------------------ | ------------ | --------------- | -------------------------- | --------------- |
| Zwycięzca     | 1. | 28 maja 1948 | French Open, Paryż | Ceglana      | Jaroslav Drobný | Harry Hopman Frank Sedgman | 8:6, 6:1, 12:10 |